# Абу Шуджа аль-Исфахани
Кади Абу Шуджа‘ Шихабу-д-дин Ахмад ибн аль-Хусейн аль-Исфахани, более известный как Абу Шуджа‘ (араб. أبو شجاع‎; 1042, Басра — 1095 или 1107, Медина) — исламский богослов, правовед (факих) шафиитского мазхаба, шариатский судья (кади). Автор известного сборника по шафиитскому мазхабу Гаят ат-такриб.

## Биография
Его полное имя: Абу Шуджа‘ (Абу Таййиб) Шихабу-д-дин (Такию-д-дин) Ахмад ибн аль-Хусейн (аль-Хасан) ибн Ахмад аль-Исфахани (аль-Асбахани) аль-Аббади. Информация о его жизни имеется в таких трудах, как Табакат аш-Шафи‘ийя Ибн Шухбы, Табакат имама ас-Субки, а также во многих комментариях на его известный труд Гаят ат-такриб.
Абу Тахир ас-Силяфи (ум. 1180) писал о нём: «Кади Абу Шуджа‘ — один из самых безупречных людей нашего времени! Он 40 лет изучал шафиитский мазхаб в Басре и обучал там ему. Он пересказал мне этот хадис приблизительно в 500-м году по хиджре (1106 г. р.х.), и он прожил невероятно долгую жизнь. Я спросил его, в каком году он родился, и он ответил, что родился в 434-м году по хиджре (1042 г. р.х.) в Басре. Ещё он сказал, что его отец родился в местечке Абадан, а его дед был из Асбахана (Исфахана)».
По мнению некоторых биографов, Абу Шуджа занимал должность судьи в Басре и преподавал там фикх. Биографы сообщают, что он был справедливым и заботливым визирем (правитель какой-либо местности, назначенный халифом). После ухода с этой должности он отправился в Медину, посвятив свою жизнь полностью поклонению. Стал хранителем Мечети Пророка (Масджид ан-Набави), до самой своей смерти убирался в ней и наводил порядок.
Относительно даты его смерти имеются разногласия. Аль-Байджури и Ибн аль-Асир сообщили, что имам Абу Шуджа‘ умер в 1095 году. Аль-Байджури также сообщает, что его могила находится на кладбище аль-Баки рядом с могилой сына пророка Мухаммада, Ибрахима. Сиди Омар Куреши и Университет аль-Азхар считают датой смерти имама 1107 год.

## Сочинения
Самая известная книга Абу Шуджа‘ — это его мухтасар по шафиитскому фикху Гаят ат-такриб, известный также как Гаят аль-ихтисар, Матн Абу Шуджа‘ и Мухтасар фи-ль-фикх ‘аля мазхаб аль-имам аш-Шафи‘и. Эта книга считается одной из лучших начальных книг по шафиитскому мазхабу. Она широко использовалась и высоко ценилась. На эту книгу было написано множество комментариев.
Для облегчения заучивания Гаят ат-такриб Шарафу-д-дином Ихьёй аль-Амрити (ум. 989) сделан рифмованный вариант, состоящий из 1225 строк, который называется Нихаят ат-тадриб фи назм Гаят ат-Такриб. Также в стихотворную форму перевели его труд Ахмад аль-Ибши (ум. 883), Абду-ль-Кадир ибн аль-Музаффар (ум. 892), ад-Дураси (ум. 931) и Ахмад ибн Абду-с-Саллям (931).
Комментарии и примечания к комментариям к Гаят ат-такриб Абу Шуджа‘ писали такие правоведы как Ахмад ибн Мухаммад (ум. 1524), Ахмад аль-Ахсаси (ум. 1484), Ибн Дакик аль-‘Ид (ум. 1302), Такию-д-дин аль-Хисни (1425), Валию-д-дин аль-Басыр (ум. 1564), Мухаммад аль-Хатыб аш-Ширбини (ум. 1569), Ибн Касим аль-Газзи (ум. 1512) и др.
Абу Шуджа‘ также написал примечания к аль-Икна‘ имама аль-Маварди.